# Ниса (жена Никомеда IV)
Ниса (др.-греч. Νύσα; I век до н. э.) — супруга царя Вифинии Никомеда IV.

## Биография
Никомед IV вскоре после смерти своего отца женился на его сестре. Но она тоже умерла в течение непродолжительного времени, что, возможно, является неслучайным. Граний Лициниан прямо отмечал по этому поводу, что тетка Никомеда «или умерла от болезни, или была убита». Возможно, новый правитель Вифинии последовательно избавлялся от своих близких родственников.
Затем Никомед взял в супруги дочь царя Каппадокии Ариарата VI Нису. Некоторые исследователи, например, Сапрыкин С. Ю., полагают, что это грозило подвигнуть на очередной виток борьбу Вифинии с Понтом за Каппадокию, так как наследницей последней и являлась новая царица. По мнению же О. Л. Габелко, этот брак повлиять на усиление позиций Никомеда в соседнем государстве не мог — Ниса приехала ещё при жизни Никомеда III. К тому в Каппадокии царствовал родоначальник новой династии Ариобарзан I. Поэтому женитьба на Нисе позволяла Никомеду разве что только дополнительно укрепить свой статус в собственной стране.
По словам Грания Лициниана, после своего приезда в Вифинию Ниса стала «призывать к войне» мужа против его брата, и Сократ был вынужден искать убежище у Митридата.
Относительно детей Нисы и Никомеда античные авторы дают несколько противоречивые сведения. Так Аппиан говорит, что вифинский царь «умер бездетным, оставив свое царство по завещанию римлянам». По утверждению Светония, у Никомеда родилась дочь, в защиту которой впоследствии перед сенатом выступал Юлий Цезарь. Согласно же Саллюстию, передающему речь Митридата, «в том, что у Нисы родился сын, сомнений не было». Однако, по словам того же Саллюстия, многие вифинцы утверждали в Риме, что это самозванец. Молев Е. А. прямо называет этого сына незаконнорожденным. Голубцова Е. С. уточняет, что таковым его объявил сенат. Моммзен по этому вопросу высказывается следующим образом: «был или считался незаконнорожденным». Текста завещания Никомеда в любом случае не сохранилось. Рейнахом было высказано предположение о том, что сыном Никомеда был Ликомед, которого Юлий Цезарь сделал в 47 году до н. э. жрецом в Комане Понтийской.